# 米洛拉德·埃克梅契奇
米洛拉德·埃克梅契奇（1928年-2015年8月29日），塞尔维亚历史学家，塞尔维亚科学与艺术院院士。曾任塞族共和国参议院议员。

## 生平
米洛拉德·埃克梅契奇生于南斯拉夫王国查普利纳近郊的一个村庄。南斯拉夫时期，担任萨拉热窝大学教授。早年，曾主张南斯拉夫主义，后主张塞尔维亚民族主义。1990年，在波黑参与创建了塞族民主党。 埃克梅契奇成为塞族民主党的领导成员，并且被认为是“波斯尼亚塞族民族主义的精神教父”。
米洛拉德·埃克梅契奇是塞尔维亚科学与艺术院院士，波斯尼亚和黑塞哥维那科学与艺术院院士，黑山科学与艺术院院士，塞族共和国科学与艺术院院士。